# Campeonato Mundial de Hockey sobre Hielo Masculino de 2025
El LXXXIX Campeonato Mundial de Hockey sobre Hielo Masculino se celebró en Estocolmo (Suecia) y Herning (Dinamarca) entre el 9 y el 25 de mayo de 2025 bajo la organización de la Federación Internacional de Hockey sobre Hielo (IIHF), la Federación Sueca de Hockey sobre Hielo y la Federación Danesa de Hockey sobre Hielo.
Un total de dieciséis selecciones nacionales compitieron por el título mundial, cuyo anterior portador era el equipo de la República Checa, vencedor del Mundial de 2024.
El equipo de Estados Unidos conquistó el título mundial al derrotar en la final a la selección de Suiza con un marcador de 1-0. En el partido por el tercer lugar el conjunto de Suecia venció al de Dinamarca.

## Sedes
| Foto | Grupo | Ciudad    | Instalación      | Capacidad |
| ---- | ----- | --------- | ---------------- | --------- |
|      | A     | Estocolmo | Avicii Arena     | 13 850    |
|      | B     | Herning   | Jyske Bank Boxen | 15 000    |

## Grupos
| Grupo A    | Grupo B         |
| ---------- | --------------- |
| Canadá     | República Checa |
| Finlandia  | Suiza           |
| Suecia     | Estados Unidos  |
| Eslovaquia | Alemania        |
| Letonia    | Dinamarca       |
| Austria    | Noruega         |
| Francia    | Kazajistán      |
| Eslovenia  | Hungría         |

## Primera fase
- Todos los partidos en la hora local de Suecia/Dinamarca (UTC+2).

Los primeros cuatro de cada grupo disputan los cuartos de final.

### Grupo A
| Equipo     | J | G | EG | EP | P | GF | GC | DG  | PTS |
| ---------- | - | - | -- | -- | - | -- | -- | --- | --- |
| Canadá     | 7 | 6 | 0  | 1  | 0 | 34 | 7  | +27 | 19  |
| Suecia     | 7 | 6 | 0  | 0  | 1 | 28 | 8  | +20 | 18  |
| Finlandia  | 7 | 4 | 2  | 0  | 1 | 22 | 10 | +12 | 16  |
| Austria    | 7 | 2 | 2  | 0  | 3 | 21 | 18 | +3  | 10  |
| Letonia    | 7 | 3 | 0  | 0  | 4 | 17 | 25 | -8  | 9   |
| Eslovaquia | 7 | 2 | 0  | 1  | 4 | 9  | 24 | -15 | 7   |
| Eslovenia  | 7 | 1 | 0  | 1  | 5 | 9  | 29 | -20 | 4   |
| Francia    | 7 | 0 | 0  | 1  | 6 | 8  | 27 | -19 | 1   |

- Resultados

| Fecha | Hora  | Partido¹   | Partido¹ | Partido¹   | Resultado |
| ----- | ----- | ---------- | -------- | ---------- | --------- |
| 09.05 | 16:20 | Austria    | -        | Finlandia  | 1-2       |
| 09.05 | 20:20 | Suecia     | -        | Eslovaquia | 5-0       |
| 10.05 | 12:20 | Eslovenia  | -        | Canadá     | 4-0       |
| 10.05 | 16:20 | Suecia     | -        | Austria    | 4-2       |
| 10.05 | 20:20 | Francia    | -        | Letonia    | 1-4       |
| 11.05 | 12:20 | Eslovaquia | -        | Eslovenia  | 3-1       |
| 11.05 | 16:20 | Letonia    | -        | Canadá     | 1-7       |
| 11.05 | 20:20 | Finlandia  | -        | Francia    | 4-3 TE    |
| 12.05 | 16:20 | Austria    | -        | Eslovaquia | 3-2 TL    |
| 12.05 | 20:20 | Finlandia  | -        | Suecia     | 1-2       |
| 13.05 | 16:20 | Eslovenia  | -        | Letonia    | 2-5       |
| 13.05 | 20:20 | Canadá     | -        | Francia    | 5-0       |
| 14.05 | 16:20 | Eslovaquia | -        | Francia    | 2-1       |
| 14.05 | 20:20 | Letonia    | -        | Suecia     | 0-6       |
| 15.05 | 16:20 | Finlandia  | -        | Eslovenia  | 9-1       |
| 15.05 | 20:20 | Canadá     | -        | Austria    | 5-1       |
| 16.05 | 16:20 | Austria    | -        | Francia    | 5-2       |
| 16.05 | 20:20 | Suecia     | -        | Eslovenia  | 4-0       |
| 17.05 | 12:20 | Finlandia  | -        | Letonia    | 2-1       |
| 17.05 | 16:20 | Francia    | -        | Suecia     | 0-4       |
| 17.05 | 20:20 | Canadá     | -        | Eslovaquia | 7-0       |
| 18.05 | 16:20 | Eslovenia  | -        | Austria    | 2-3 TL    |
| 18.05 | 20:20 | Eslovaquia | -        | Letonia    | 1-5       |
| 19.05 | 16:20 | Francia    | -        | Eslovenia  | 1-3       |
| 19.05 | 20:20 | Canadá     | -        | Finlandia  | 1-2 TL    |
| 20.05 | 12:20 | Letonia    | -        | Austria    | 1-6       |
| 20.05 | 16:20 | Eslovaquia | -        | Finlandia  | 1-2       |
| 20.05 | 20:20 | Suecia     | -        | Canadá     | 3-5       |

- (¹) – Todos en Estocolmo.

### Grupo B
| Equipo          | J | G | EG | EP | P | GF | GC | DG  | PTS |
| --------------- | - | - | -- | -- | - | -- | -- | --- | --- |
| Suiza           | 7 | 6 | 0  | 1  | 0 | 34 | 9  | +25 | 19  |
| Estados Unidos  | 7 | 5 | 1  | 0  | 1 | 34 | 14 | +20 | 17  |
| República Checa | 7 | 5 | 1  | 0  | 1 | 35 | 14 | +21 | 17  |
| Dinamarca       | 7 | 3 | 1  | 0  | 3 | 25 | 24 | +1  | 11  |
| Alemania        | 7 | 3 | 0  | 1  | 3 | 20 | 22 | -2  | 10  |
| Noruega         | 7 | 1 | 0  | 1  | 5 | 13 | 24 | -11 | 4   |
| Hungría         | 7 | 1 | 0  | 0  | 6 | 8  | 39 | -31 | 3   |
| Kazajistán      | 7 | 1 | 0  | 0  | 6 | 9  | 32 | -23 | 3   |

- Resultados

| Fecha | Hora  | Partido¹        | Partido¹ | Partido¹        | Resultado |
| ----- | ----- | --------------- | -------- | --------------- | --------- |
| 09.05 | 16:20 | Suiza           | -        | República Checa | 4-5 TE    |
| 09.05 | 20:20 | Dinamarca       | -        | Estados Unidos  | 0-5       |
| 10.05 | 12:20 | Noruega         | -        | Kazajistán      | 1-2       |
| 10.05 | 16:20 | Alemania        | -        | Hungría         | 6-1       |
| 10.05 | 20:20 | Dinamarca       | -        | Suiza           | 2-5       |
| 11.05 | 12:20 | Estados Unidos  | -        | Hungría         | 6-0       |
| 11.05 | 16:20 | Alemania        | -        | Kazajistán      | 4-1       |
| 11.05 | 20:20 | Noruega         | -        | República Checa | 1-2       |
| 12.05 | 16:20 | Estados Unidos  | -        | Suiza           | 0-3       |
| 12.05 | 20:20 | República Checa | -        | Dinamarca       | 7-2       |
| 13.05 | 16:20 | Noruega         | -        | Alemania        | 2-5       |
| 13.05 | 20:20 | Kazajistán      | -        | Hungría         | 2-4       |
| 14.05 | 16:20 | Estados Unidos  | -        | Noruega         | 6-5 TE    |
| 14.05 | 20:20 | Kazajistán      | -        | Dinamarca       | 1-5       |
| 15.05 | 16:20 | Suiza           | -        | Alemania        | 5-1       |
| 15.05 | 20:20 | República Checa | -        | Hungría         | 6-1       |
| 16.05 | 16:20 | Hungría         | -        | Dinamarca       | 2-8       |
| 16.05 | 20:20 | Suiza           | -        | Noruega         | 3-0       |
| 17.05 | 12:20 | Estados Unidos  | -        | Alemania        | 6-3       |
| 17.05 | 16:20 | República Checa | -        | Kazajistán      | 8-1       |
| 17.05 | 20:20 | Dinamarca       | -        | Noruega         | 6-3       |
| 18.05 | 16:20 | Kazajistán      | -        | Estados Unidos  | 1-6       |
| 18.05 | 20:20 | Hungría         | -        | Suiza           | 0-10      |
| 19.05 | 16:20 | Alemania        | -        | República Checa | 0-5       |
| 19.05 | 20:20 | Hungría         | -        | Noruega         | 0-1       |
| 20.05 | 12:20 | Suiza           | -        | Kazajistán      | 4-1       |
| 20.05 | 16:20 | República Checa | -        | Estados Unidos  | 2-5       |
| 20.05 | 20:20 | Alemania        | -        | Dinamarca       | 1-2 TL    |

- (¹) – Todos en Herning.

## Fase final
- Todos los partidos en la hora local de Suecia/Dinamarca (UTC+2).

|  | Cuartos de final | Cuartos de final |                |        | Semifinales | Semifinales |        |                   | Final        | Final      |  |
|  | 22 de mayo       | 22 de mayo       |                |        | 24 de mayo  | 24 de mayo  |        |                   | 25 de mayo   | 25 de mayo |  |
|  |                  |                  |                |        |             |             |        |                   |              |            |  |
|  |                  |                  |                |        |             |             |        |                   |              |            |  |
|  | Suecia           | 5                |                |        |             |             |        |                   |              |            |  |
|  | Suecia           | 5                |                |        |             |             |        |                   |              |            |  |
|  | República Checa  | 2                |                |        |             |             |        |                   |              |            |  |
|  | República Checa  | 2                |                | Suecia | 2           |             |        |                   |              |            |  |
|  |                  |                  |                | Suecia | 2           |             |        |                   |              |            |  |
|  |                  |                  | Estados Unidos | 6      |             |             |        |                   |              |            |  |
|  | Estados Unidos   | 5                | Estados Unidos | 6      |             |             |        |                   |              |            |  |
|  | Estados Unidos   | 5                |                |        |             |             |        |                   |              |            |  |
|  | Finlandia        | 2                |                |        |             |             |        |                   |              |            |  |
|  | Finlandia        | 2                |                |        |             |             |        | Estados Unidos TE | 1            |            |  |
|  |                  |                  |                |        |             |             |        | Estados Unidos TE | 1            |            |  |
|  |                  |                  | Suiza          | 0      |             |             |        |                   |              |            |  |
|  | Suiza            | 6                | Suiza          | 0      |             |             |        |                   |              |            |  |
|  | Suiza            | 6                |                |        |             |             |        |                   |              |            |  |
|  | Austria          | 0                |                |        |             |             |        |                   |              |            |  |
|  | Austria          | 0                |                | Suiza  | 7           |             |        | Tercer lugar      | Tercer lugar |            |  |
|  |                  |                  |                | Suiza  | 7           |             |        | Tercer lugar      | Tercer lugar |            |  |
|  |                  |                  | Dinamarca      | 0      |             |             |        |                   |              |            |  |
|  | Canadá           | 1                | Dinamarca      | 0      |             |             | Suecia | 6                 |              |            |  |
|  | Canadá           | 1                |                |        |             |             | Suecia | 6                 |              |            |  |
|  | Dinamarca        | 2                |                |        |             |             |        |                   | Dinamarca    | 2          |  |
|  | Dinamarca        | 2                |                |        |             |             |        |                   | Dinamarca    | 2          |  |
|  |                  |                  |                |        |             |             |        |                   |              |            |  |

### Cuartos de final
| Fecha | Hora  | Partido¹       | Partido¹ | Partido¹        | Resultado |
| ----- | ----- | -------------- | -------- | --------------- | --------- |
| 22.05 | 16:20 | Estados Unidos | -        | Finlandia       | 5-2       |
| 22.05 | 16:20 | Suiza          | -        | Austria         | 6-0       |
| 22.05 | 20:20 | Suecia         | -        | República Checa | 5-2       |
| 22.05 | 20:20 | Canadá         | -        | Dinamarca       | 1-2       |

- (¹) – El primero y el tercero en Estocolmo y los otros dos en Herning.

### Semifinales
| Fecha | Hora  | Partido¹ | Partido¹ | Partido¹       | Resultado |
| ----- | ----- | -------- | -------- | -------------- | --------- |
| 24.05 | 14:20 | Suecia   | -        | Estados Unidos | 2-6       |
| 24.05 | 18:20 | Suiza    | -        | Dinamarca      | 7-0       |

- (¹) – Ambos en Estocolmo.

### Tercer puesto
| Fecha | Hora  | Partido¹ | Partido¹ | Partido¹  | Resultado |
| ----- | ----- | -------- | -------- | --------- | --------- |
| 25.05 | 15:20 | Suecia   | -        | Dinamarca | 6-2       |

- (¹) – En Estocolmo.

### Final
| Fecha | Hora  | Partido¹       | Partido¹ | Partido¹ | Resultado |
| ----- | ----- | -------------- | -------- | -------- | --------- |
| 25.02 | 20:20 | Estados Unidos | -        | Suiza    | 1-0 TE    |

- (¹) – En Estocolmo.

## Medallero
| Estados Unidos | Suiza | Suecia |
| Matty Beniers Zeev Buium Logan Cooley Joey Daccord Josh Doan Mikey Eyssimont Conor Garland Cutter Gauthier Isaac Howard Clayton Keller Michael Kesselring Jackson LaCombe Mason Lohrei Michael McCarron Frank Nazar Drew O'Connor Andrew Peeke Shane Pinto Brady Skjei Hampton Slukynsky Will Smith Jeremy Swayman Tage Thompson Alex Vlasic Zach Werenski | Sandro Aeschlimann Andres Ambühl Sven Andrighetto Nicolas Baechler Tim Berni Christoph Bertschy Stéphane Charlin Dominik Egli Kevin Fiala Michael Fora Leonardo Genoni Andrea Glauser Grégory Hofmann Ken Jäger Simon Knak Dean Kukan Denis Malgin Christian Marti Timo Meier Janis Moser Tyler Moy Nino Niederreiter Damien Riat Sandro Schmid Jonas Siegenthaler | Rasmus Andersson Mikael Backlund Anton Bengtsson Jonas Brodin Leo Carlsson Simon Edvinsson Samuel Ersson Filip Forsberg Max Friberg Jesper Frödén Erik Gustafsson Emil Heineman Marcus Johansson William Karlsson Adam Larsson Elias Lindholm Isac Lundeström Jacob Markström William Nylander Marcus Pettersson Lucas Raymond Rasmus Sandin Arvid Söderblom Alexander Wennberg Mika Zibanejad |
| Ryan Warsofsky (seleccionador) | Patrick Fischer (seleccionador) | Sam Hallam (seleccionador) |

## Estadísticas

### Clasificación general
| 1. Estados Unidos  |
| 2. Suiza           |
| 3. Suecia          |
| 4. Dinamarca       |
| 5. Canadá          |
| 6. República Checa |
| 7. Finlandia       |
| 8. Austria         |
| 9. Alemania        |
| 10. Letonia        |
| 11. Eslovaquia     |
| 12. Noruega        |
| 13. Eslovenia      |
| 14. Hungría        |
| 15. Kazajistán     |
| 16. Francia        |

- () – Equipos que descienden a la división I.

### Máximos anotadores
| Núm. | Nombre           | Selección       | Goles | Asistencias | Puntos | Partidos jugados |
| ---- | ---------------- | --------------- | ----- | ----------- | ------ | ---------------- |
| 1    | David Pastrňák   | República Checa | 6     | 9           | 15     | 8                |
| 2    | Elias Lindholm   | Suecia          | 8     | 6           | 14     | 10               |
| 3    | Roman Červenka   | República Checa | 6     | 8           | 14     | 8                |
| 4    | Nathan MacKinnon | Canadá          | 7     | 6           | 13     | 8                |
| 5    | Travis Konecny   | Canadá          | 3     | 10          | 13     | 8                |
| 6    | Frank Nazar      | Estados Unidos  | 6     | 6           | 12     | 10               |
| 7    | Nick Olesen      | Dinamarca       | 5     | 7           | 12     | 10               |
| 8    | Sidney Crosby    | Canadá          | 4     | 8           | 12     | 10               |
| 9    | Logan Cooley     | Estados Unidos  | 4     | 8           | 12     | 10               |
| 10   | Tyler Moy        | Suiza           | 4     | 8           | 12     | 10               |

Fuente: 

### Mejores porteros
| Núm. | Nombre            | Equipo          | Paradas | Tiros | %       | Partidos jugados |
| ---- | ----------------- | --------------- | ------- | ----- | ------- | ---------------- |
| 1    | Leonardo Genoni   | Suiza           | 143     | 150   | 95,33 % | 7                |
| 2    | Daniel Vladař     | República Checa | 77      | 81    | 95,06 % | 4                |
| 3    | Jordan Binnington | Canadá          | 85      | 90    | 94,44 % | 4                |
| 4    | Juuse Saros       | Finlandia       | 164     | 174   | 94,25 % | 6                |
| 5    | Samuel Ersson     | Suecia          | 71      | 76    | 93,42 % | 5                |

Fuente: 

### Equipo ideal
- Mejor jugador del campeonato —MVP—: Leonardo Genoni ( Suiza).

| Posición | Nombre          | País            |
| -------- | --------------- | --------------- |
| Portero  | Leonardo Genoni | Suiza           |
| Defensor | Zach Werenski   | Estados Unidos  |
| Defensor | Dean Kukan      | Suiza           |
| Atacante | David Pastrňák  | República Checa |
| Atacante | Elias Lindholm  | Suecia          |
| Atacante | Nick Olesen     | Dinamarca       |

Fuente: 